# NGC 6099
NGC 6099 is een elliptisch sterrenstelsel in het sterrenbeeld Hercules. Het hemelobject werd op 3 april 1887 ontdekt door de Amerikaanse astronoom Lewis A. Swift.

## Synoniemen
- UGC 10299
- KCPG 493B
- MCG 3-41-146
- VV 192
- ZWG 108.170
- NPM1G +19.0457
- PGC 57640